# 达尔号车辆运输舰 (T-AKR-312)
达尔号车辆运输舰（英語：USNS Dahl，舷號T-AKR-312）是沃森级车辆运输舰的第三艘，以荣誉勋章获得者，在越南战争中阵亡的拉里·G·达尔专业军士（Larry G. Dahl）命名。
1998年10月2日该舰下水，并于1999年7月13日服役。它是美国军事海运司令部所属的19艘大型中速滚装船中的一艘，也是执行战略预置任务的33艘运输舰中的一员。
据英国卫报报道，左翼人权组织“缓刑”（Reprieve）认定达尔舰及其7艘姊妹舰和其他9艘美国海军舰船被用于秘密关押罪犯。